# Agrotis conjunctoides
Agrotis conjunctoides là một loài bướm đêm trong họ Noctuidae.